# سارجة كر
سارجة كر (مقاطعة غنبد كاووس) (بالفارسية: سارجه کر) هي قرية تقع في Fajr Rural District في إيران. يقدر عدد سكانها بـ 2,748 نسمة .